# ولد خاني
ولد خاني هي قرية في مقاطعة سميرم، إيران. يقدر عدد سكانها بـ 244 نسمة بحسب إحصاء 2016.